# Нарчатка
Нарчатка (мокш. Нарчат; ок.1217 — 1242) — легендарная мокшанская царица.  Согласно легендам, она дочь и наследница мокшанского царя Пуреша, сестра Атямаса, которая во главе собранной ей армии опустошает тылы монголов осенью 1242 года. Следующим этапом противостояния, согласно этим легендам, стало Золотарёвское побоище зимой того же года. Историчность её личности подтверждается её изображением на средневековых мокшанских монетах мордовках. Близ Наровчата установлен памятник Нарчатке.

## Историческая интерпретация
Лебедев В. И. указывает: 

Во всех сказаниях о Нарчатке говорится, что в её правление произошло сражение местного населения с татаро-монгольскими завоевателями. Битва была зимой <…> Почти во всех легендах Нарчатка именуется мордовской княгиней и только в одной буртасской
 По мнению старшего научного сотрудника отдела истории ЧГИГН Мадурова Д. Ф. 

она могла быть только мокшанкой. Во-первых, она являлась дочерью мокшанского царя Пуреша; во-вторых, военные действия происходили на мокшанской земле, в третьих, у других народов женщина могла руководить государством, но не могла быть предводителем войска
Действительно, управление у буртасов осуществлялось советом старейшин, а сведений о царях (тем более царицах) в источниках не сохранилось.
Этнограф В. А. Ауновский писал, что монеты с изображением Нарчатки встречаются в украшениях головных уборов мокшанок и они говорят: «Это наша царица». Эти серебряные монеты, именуемые мордовками (относящиеся к типу Б, согласно классификации Б. В. Зайковского), содержат также надпись на мокшанской кириллице (мокш. МОЛИ АНСИ ОКАНЬ ПЕЛКИ; то есть «ходят за половину золотого») и могут быть датированы XIII веком. Треугольные, вероятно домонгольские мордовки «из серебра и меди, размером около 22×23 мм, с погрудным изображением женщины в своеобразном головном уборе» описывает также В. Ю. Заварюхин, указывая, что согласно списку Х. М. Френа они должны быть отнесены к чекану монетного двора Мохши.

## Память о Нарчатке
В эпосе «Масторава» женщина-богатырь (как якобы хан Батый нарёк царицу Нарчатку) противостоит превосходящим силам противника и предпочитает плену смерть, стремясь переплыть реку вместе со своим боевым конём.
В год 650-летия села Наровчат (27 сентября 2011 года) рядом с ним был торжественно открыт памятник легендарной царице Нарчатке. Автор монумента — пензенский скульптор Николай Береснев.